# Nils Gardell
Nils Gardell, född den 11 december 1736, död den 12 februari 1813 i Visby, var en svensk biskop.

## Biografi
Gardell representerade, som prost och kyrkoherde i Havdhem, vid 1800 års riksdag Gotland i prästeståndet. Han blev biskop i Visby stift 1807. Dottern Brita Maria Gardell gifte sig 1815 med Axel Johan Adam Möllerhjelm, som var son till faderns företrädare, Johan Möller.
Han blev ledamot av Nordstjärneorden den 3 juli 1809.